# Academia Eslovaca de Ciencias

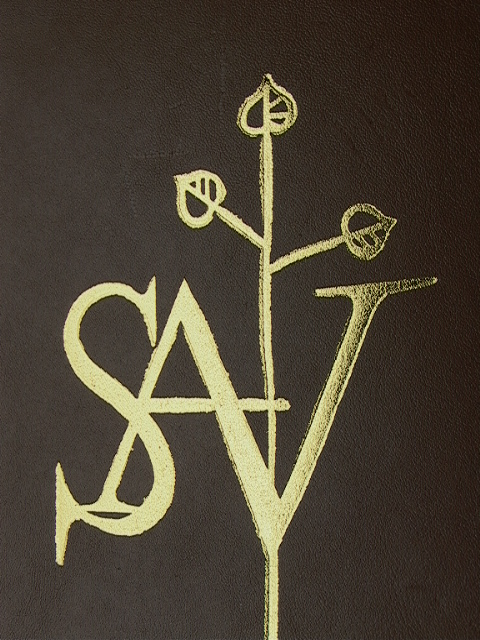
Emblema de la SAV

La Academia Eslovaca de Ciencias (Slovenská akadémia vied, abreviado SAV) es la principal institución científica y de investigación de Eslovaquia.
Fundada en 1942 como Academia Eslovaca de Ciencias y Artes (Slovenská akadémia vied a umení), cerrada tras la Segunda Guerra Mundial y restablecida en 1953, su misión principal es la adquisición de conocimientos sobre la naturaleza, la sociedad y la tecnología, con el fin de garantizar la base científica de Eslovaquia y promover la investigación, tanto básica como estratégica. También se encarga de la regulación normativa de la lengua eslovaca.
Está formada por 48 institutos científicos. La SAV edita 57 revistas científicas y académicas y 8 anuarios. Además, 51 sociedades científicas y académicas, que integran a científicos y académicos de diversas disciplinas, están afiliadas a la SAV.
La sede de la academia está en Bratislava, mientras que el centro de conferencias está en el castillo de Smolenice.
Desde enero de 2015 está presidida por el físico Pavol Šajgalík, especialista en física de materiales, especialmente cerámicos.